# NGC 2571
NGC 2571 je otvoreni skup u zviježđu Krmi.

## Vanjske poveznice
- SEDS: NGC 2571